# Pau Romeva i Ferrer
Pau Romeva i Ferrer (Barcelona, 18 de gener de 1892 - 25 de març de 1968) fou un polític, pedagog i escriptor català. Treballava com a mestre i des del 1917 fou assessor de l'Associació Protectora de l'Ensenyança Catalana, que va publicar el seu “Sil·labari català” el 1922. El 1928 fou nomenat director d'una escola i es van publicar algunes traduccions seves a La Nostra Revista de Gilbert Keith Chesterton i a Revista de Catalunya les d'Oliver Twist de Charles Dickens i Ivanhoe de Walter Scott. També dirigí el Grup Escolar Ausiàs Marc el 1931.
Políticament, començà afiliat a la Lliga Regionalista, però el 1922 es passà a Acció Catalana. El 1931 fou un dels fundadors d'Unió Democràtica de Catalunya, amb la qual fou escollit el 1932 diputat al Parlament de Catalunya per la circumscripció de Barcelona a les eleccions al Parlament de Catalunya. Va tenir un paper destacat en la discussió de la Llei de Contractes de Conreu de 1934, a la qual donà la seva aprovació en el moment de la votació de la totalitat de la llei. Quan esclatà la guerra civil espanyola, tot i que fou destituït com a cap del grup escolar, es va mantenir fidel a la Generalitat de Catalunya.
Del 1939 al 1942 va viure a Bierville (França) amb Carles Riba i Ferran Soldevila, i a Bordeus amb Joan Baptista Roca i Caball, però tornà a Barcelona i es dedicà a tasques editorials, ja que fou depurat com a funcionari i inhabilitat per a exercir com a mestre. També participà en la reorganització interna d'UDC amb Miquel Coll i Alentorn, i en fou president fins a la seva mort. Quan l'entronització de la Mare de Déu de Montserrat de 1947 s'ocupà de rebre la delegació del PNB, i va mantenir contactes internacionals amb partits demòcrata-cristians europeus que facilitaren l'ingrés del seu partit a la Internacional Democristiana.

## Família
Pau Romeva és avi de Carles Riba i Romeva, Mercè Riba i Pau Riba i besavi de Caïm Riba. Va ser consogre de Carles Riba i Bracons i de Clementina Arderiu.

## Obra
- Cartipàs català (1918).
- Traducció d'Oliver Twist (1929), de Charles Dickens (reedició: Proa, 2006).
- Traducció d'Herètics (1928), de G. K. Chesterton.
- Traducció d'Allò que no està bé (1929), de G. K. Chesterton.
- Traducció de L'home que fou dijous (1931), de G. K. Chesterton (reedició: Quaderns Crema, 2005).
- Història de la indústria catalana (1952).
- Traducció d'El fons de la qüestió (1967), de Graham Greene.